# Европейский институт телекоммуникационных стандартов
European Telecommunications Standards Institute (рус. Европейский институт по стандартизации в области телекоммуникаций, сокр. ETSI, произносится этси) — независимая, некоммерческая организация по стандартизации в телекоммуникационной промышленности (изготовители оборудования и операторы сетей) в Европе. ETSI были успешно стандартизированы система сотовой связи GSM и система профессиональной мобильной радиосвязи TETRA. ETSI является одним из создателей 3GPP.
ETSI был создан CEPT в 1988 году и был официально признан Европейской комиссией и секретариатом EFTA. Расположенный в Софии Антиполис (Франция), ETSI официально ответственен за стандартизацию информационных и телекоммуникационных технологий в пределах Европы. В ETSI входят более 800 членов из 64 стран мира, включая производителей оборудования, операторов связи, администрации, сервисных провайдеров, исследователей и пользователей — фактически, все ключевые игроки в мире информационных технологий.
В 2005 бюджет ETSI превысил 20 миллионов евро, со вкладами, прибывающими от членов, коммерческих действий, таких как продажа документов, контрактной работы и партнёрского финансирования. Из этого приблизительно 40 % идут к эксплуатационным расходам и остающиеся 60 % используется на рабочие программы, включая центры компетентности и специальные проекты.